# Esporocisto
Esporocisto é um tipo de célula em dormência e enquistada que ocorre em diversos grupos de organismos, nomeadamente nos mixomicetes, em algumas algas e esporozoários. Estas células podem dar origem a esporos assexuais ou a cistos que em condições favoráveis evoluem para a esporogonia. O termo é também usado para designar o esporozoário enquistado em tal receptáculo.